# TRAK
Thyreotropin-Rezeptor-Autoantikörper (TRAK, auch TSH-Rezeptor-Autoantikörper, TSHR-AK) sind vom Körper gegen den Thyreotropin-Rezeptor (TSH-Rezeptor) gebildete Antikörper (daher Autoantikörper), die am Thyreotropin-Rezeptor ähnliche Wirkungen entfalten wie das eigentlich dort bindende Hormon Thyreotropin (TSH).

## Wirkung auf die Schilddrüse
TRAK unterscheiden sich von den meisten anderen Autoantikörpern (bei anderen Autoimmunerkrankungen), da sie unmittelbar für die klinischen Symptome der Erkrankung verantwortlich sind, und nicht nur als Nebenprodukt dieser Erkrankung auftreten. TRAK sind verantwortlich für die klinischen Symptome des Morbus Basedow, da sie am TSH-Rezeptor zu einer unkontrollierten Stimulation des Rezeptors und damit der Schilddrüse führen (Überfunktion der Schilddrüse).

## Bedeutung für die Diagnostik
Dieser unmittelbare Zusammenhang zwischen TRAK und Morbus Basedow macht sie zu einem geeigneten Diagnostikum für die Erkrankung. Das Vorhandensein von TRAK im Blut eines Patienten ist praktisch beweisend für die Diagnose Morbus Basedow. Wenn bei einem Patienten mit Schilddrüsen-Überfunktion keine TRAK nachweisbar sind, dann sind andere Gründe (nicht autoimmune Ursache) für diese Überfunktion verantwortlich (z. B. ein so genanntes Autonomes Adenom).

## Weitere Unterscheidung der TRAK
In der Schilddrüsenforschung werden die TRAK noch weiter unterteilt:
- in solche mit stimulierenden Eigenschaften (thyroid stimulating antibodies, TSAb oder sTRAb)
- und solche mit blockierenden Eigenschaften (thyroid blocking/inhibiting antibodies, TBAb oder iTRAb).

Bei den meisten Patienten mit Morbus Basedow treten zumindest in Europa die stimulierenden Antikörper auf. Umstritten ist noch die Bedeutung der blockierenden Antikörper.
In der Routinediagnostik werden ausschließlich die TRAK beim Laborarzt bestimmt. Eine Unterscheidung in TSAb und TBAb erfolgt üblicherweise nicht. Positive TRAK im Blut sichern die Diagnose Morbus Basedow, wobei diese Laboruntersuchung nur einen Bestandteil des diagnostischen Verfahrens neben körperlicher Untersuchung, Ultraschall der Schilddrüse und anderen Methoden darstellt.
Wenn eine weitere Unterscheidung der TRAK aus klinischer Sicht erforderlich ist, können TSAb mit speziellen Verfahren, z. B. sogenannten Bioassays bestimmt werden, in denen der stimulierende Effekt der Antikörper am TSH-Rezeptor durch Messung von gebildetem cAMP gesehen wird.

## Neuere Erkenntnisse
Nach neuesten Studien ist die Konzentration der TRAK auch mit dem Verlauf der Erkrankung Morbus Basedow assoziiert. Patienten mit sehr hohen TRAK-Werten haben ein Risiko von über 90 Prozent, nach medikamentöser Therapie erneut einen Rückfall zu bekommen. Die umgekehrte Aussage gilt nicht. Patienten mit niedrigen TRAK-Werten können durchaus ebenfalls ein Rezidiv der Erkrankung bekommen. Manche Autoren schlagen daher vor, bei hohen TRAK-Werten der Patienten möglichst rasch eine sogenannte definitive Therapie (Operation, Radiojodtherapie) anzustreben. Dies ist jedoch noch nicht durch prospektive Studien belegt und wird von anderen eher zurückhaltend gesehen.

## TRAK und Endokrine Orbitopathie
Nach neuesten Studien stehen TRAK und Endokrine Orbitopathie (EO) in einem ähnlichen Zusammenhang wie TRAK und Morbus Basedow. Die EO ist eine vermutlich autoimmune Erkrankung der Augenhöhle, die eng mit dem Morbus Basedow zusammenhängt, und in der Regel zusammen mit der Schilddrüsenerkrankung auftritt (nicht jedoch immer zeitgleich). Bei einer schweren EO sind im Blut auch hohe TRAK-Konzentrationen nachweisbar. Es konnte des Weiteren gezeigt werden, dass in der Orbita ebenfalls TSH-Rezeptoren exprimiert werden. Ob die TRAK auch bei der EO die Ursache der Erkrankung sind oder nur ein Beiprodukt des ablaufenden Autoimmunprozesses, ist derzeit noch Gegenstand von Untersuchungen. Diagnostische Bedeutung haben die TRAK aber auch bei der EO, insbesondere zur Vorhersage des Schweregrads der Erkrankung.